# Bagliettoa operculata
Bagliettoa operculata är en lavart som först beskrevs av P. M. McCarthy, och fick sitt nu gällande namn av P. M. McCarthy. Bagliettoa operculata ingår i släktet Bagliettoa och familjen Verrucariaceae.   Inga underarter finns listade i Catalogue of Life.